# Richard Löber

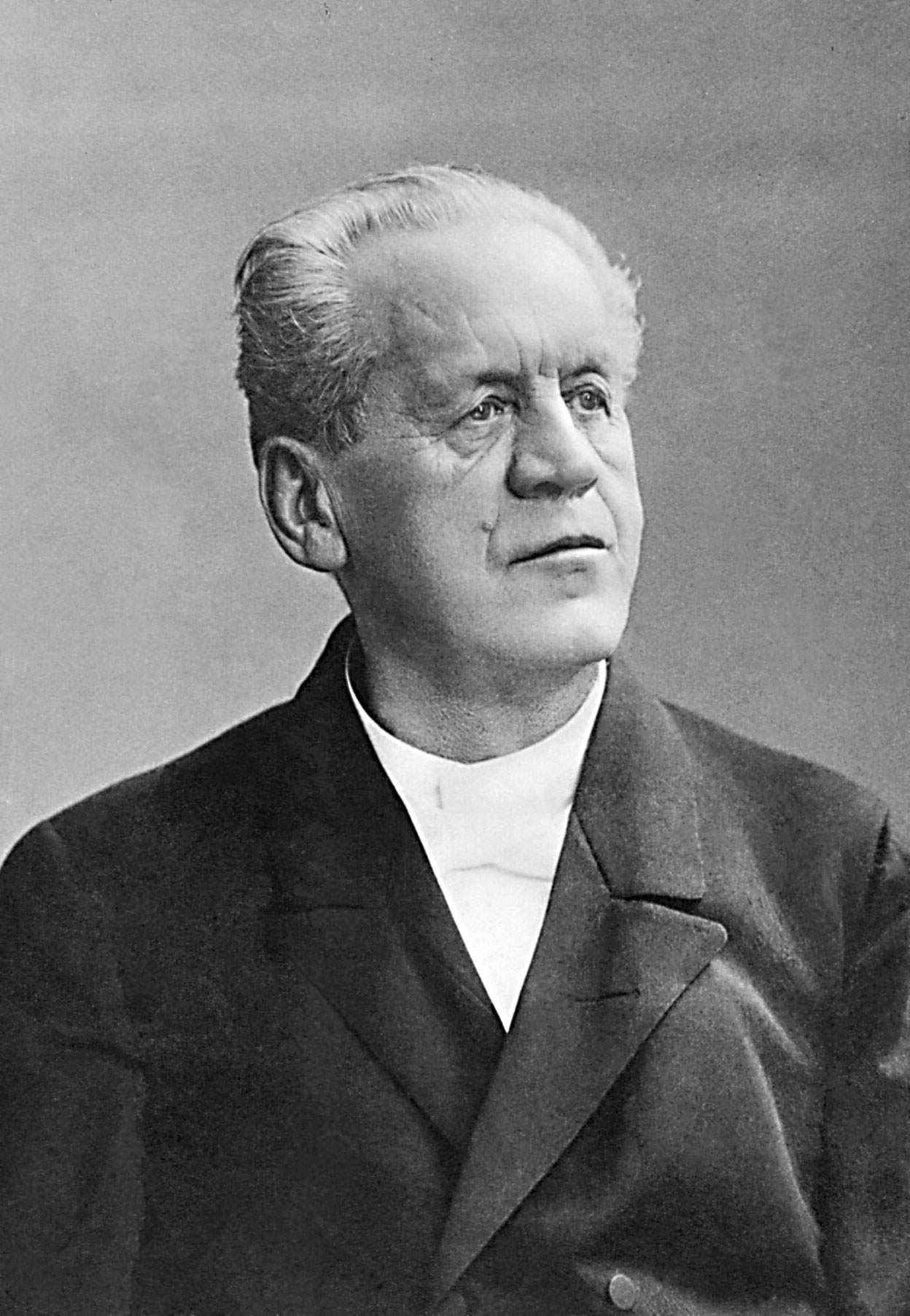
Richard Löber

Richard Löber (* 12. März 1828 in Kahla; † 6. Dezember 1907 in Dresden) war ein deutscher lutherischer Pfarrer und Theologe.

## Leben
Löber entstammte einem weit verzweigten Geschlecht, welches zahlreiche Theologen hervorbrachte. Sein Vater Gotthilf August Löber (* 16. April 1801 in Kahla; † 26. Februar 1872 in Roda), war Jurist. Aus dessen am 28. November 1826 in Kahla geschlossenen Ehe mit Charlotte Sophie Eisenschmied (* 14. Juni 1807 in Kahla; † 16. Juni 1807 in Roda) ging Richard als ältester Sohn hervor.
Löber besuchte das Gymnasium in Rudolstadt und Altenburg. 1848 begann er an der Universität Leipzig ein Studium der Theologie, wobei er während dieser Zeit von Adolf Harleß, Christian Wilhelm Niedner und Georg Benedikt Winer geprägt wurde. Sein Studium setzte er 1850 an der Universität Erlangen fort, wo er die Vorlesungen von Johann von Hofmann, Gottfried Thomasius, Franz Delitzsch und Theodosius Harnack hörte. Während seiner Studienzeit engagierte er sich zudem als Mitglied im evangelisch-lutherischen Studentenverein Philadelphia. Nach Leipzig zurückgekehrt, bestand er 1851 sein theologisches Examen und promovierte kurz darauf zum Doktor der Philosophie.
Anschließend arbeitete er ab 1852 drei Jahre an der Bürgerschule in Leipzig als Lehrer, bis er am 26. Mai 1868 in Altenburg ordiniert wurde und daraufhin am 1. Juli 1855 eine Pfarrstelle in Eichenberg übernahm. Am 19. Januar 1868 wechselte er auf eine Pfarrstelle nach Flemmingen. 1874 ging er als zweiter Hofprediger an die Sophienkirche nach Dresden, wurde 1875 Oberkonsistorialrat und stieg 1889 zum ersten Hofprediger daselbst auf. Löber, der auch zum Doktor der Theologie promoviert wurde, erhielt 1898 seine Emeritierung und verlebte seinen Lebensabend weiterhin in Dresden.

## Familie
Löber war zweimal verheiratet. Seine erste Ehe schloss er am 19. November 1861 in Paitzdorf bei Ronneburg mit Mathilde Louise Heyner (* 27. September 1842 Schmölln; † 3. Juli 1876 in Dresden), Tochter des Pfarrers in Paitzdorf Christian Friedrich Heyner (* 22. Dezember 1797 in Schmirchau; † 18. April 1877 in Paitzendorf) und dessen Frau Henriette Wilhelmine Heyge (* 25. August 1805 in Schmirchau). Seine zweite Ehe ging er am 30. März 1879 in Dresden mit Pauline Allmer (* 3. Juni 1844 in Dresden; † 11. April 1922 ebenda), der Tochter des Oberstleutnants Moritz Hans Allmer (* 25. Oktober 1790 in Dresden; † 28. Oktober 1862 ebenda) und dessen Frau Ernestine Wehlmann (* 27. Dezember 1819 in Dresden; † 22. Februar 1880 ebenda), ein. Aus beiden Ehen stammen Kinder. Von diesen kennt man:
Ehe I.
1. Martha Löber (* 14. Mai 1863 in Eichenberg) ⚭ 4. Februar 1892 in Dresden mit dem Pfarrer in Tettau Hermann Johannes Lebrecht Muntschick (* 4. März 1863 in Liebstadt bei Pirna; † 18. Juni 1934 in Meißen (Zscheila))[4]
2. Therese Löber (* 13. Juni 1864 in Eichenberg), ⚭ 3. Oktober 1894 in Madura/Indien mit dem Missionar und späteren Professor in Grimma Siegfried Sebastian Zehme (* 7. September 1864 in Lengefeld/Vogtland; † 8. März 1940[5](8. Januar 1939)[6] in Radebeul)[7]
3. Georg Löber (* 16. Oktober 1865 in Eichenberg; † 3. Juli 1960[8]) 1882 sächsische Landesschule St. Afra, 1892 Predigercolleg Leipzig, 1894 bis 1934 Pfarrer in Fremdiswalde, ⚭ 9. Januar 1895 in Dresden mit Margarethe Julie Seifert (* 19. April 1866 in Dresden; † 1939 in Ottendorf-Okrilla[9]), Tochter des Medizinalrats Dr. med. Wilhelm Gustav Seifert (* 2. April 1828 in Dresden; † 7. März 1910 ebenda) und dessen Frau Klara Elisabeth Messerschmidt (* 10. Juni 1826 auf dem Rittergut Weißenlieba/Schlesien; † 4. März 1868 in Dresden)[10]
4. Martin Löber (* 25. Mai 1867 in Eichenberg; † 30. Januar 1894 in Zittau), wurde Leutnant
5. Friedrich August Max Löber (* 17. Februar 1869 in Flemmingen; † 1. März 1902 in Halberstadt), war Gärtner in Halberstadt
6. Henriette Charlotte Löber (* 3. Dezember 1870 in Flemmingen) Wirtschaftsoberin in Plauen und sp. Ottendorf-Okrilla
7. Elisabeth Löber (* 4. August 1872 in Flemmingen), Gemeindeschwester in Plößberg/Oberpfalz, 1898 bis 1903 Schwester des Johanniterordens, dann Diakonisse in Neuendettelsau
8. Richard Löber (* 27. Januar 1874 in Flemmingen) bis 1935 Amtmann in Reckwitz, ⚭ 19. Dezember 1921 in Dresden mit Else Friederike Ernestine Rafoth (* 2. März 1891 in Roga/Mecklenburg-Strelitz), die Tochter des Erbpächters Joachim Jacob August Rafoth (* 5. Juni 1844 in Roga; † 29. November 1911 ebenda) und seiner Frau Auguste Sophie ("Bertha") Ballschmieter (* 10. Juli 1857 in Brunn)
9. Christoph Löber (* 23. Mai 1876 in Dresden), Staatsbeamter, lebte in Gnadental/Harz

Ehe II
1. Mathilde Pauline Löber (* 30. September 1881 in Dresden), Lehrerin und Sängerin in Dresden-Loschwitz
2. Katharine Löber (* 24. August 1887 in Dresden) ⚭ 1. November 1913 in Dresden mit dem Gymnasiallehrer und Schriftsteller in Dresden-Loschwitz Emil Paul Reinhold Braun (* 10. Dezember 1879 in Berlin; † 14. Dezember 1959 in Freiburg im Breisgau)[11]

## Werke (Auswahl)
- Die Lehre vom Gebet. Fromann, Jena, 1859, 1. Aufl.; Deichert, Erlangen, 1860, 2. Aufl. (Digitalisat).
- Das innere Leben, ein Beitrag zur theologischen Ethik und zur Verständigung mit der mündigen Gemeinde. Schlößmann, Gotha 1867, Schlößmann, Gotha, 1890, 2. Aufl.
- Die Herrlichkeit Gottes im Menschen. Langewiesche, Barmen, 1869, Niederländisch übersetzt: De Heerlijkheid in den Mensch. Höveker, Amsterdam, 1869.
- Zwei Festpredigten in Stuttgart und Nobitz gehalten, Steinhaus, Barmen, 1869.
- Eine Festpredigt in Nürnberg gehalten. Löhe, Nürnberg, 1872.
- Alte Wahrheit in neuer Gestalt. Schlößmann, Gotha, 1874, 1. Bd., Ebenda, 1881, 2. Bd.
- Durch Kampf zum Frieden. Schlößmann, Gotha, 1874, 2. Bde.
- Furchtlose Treue und verfehltes Leben. Schlößmann, Gotha, 1874.
- Habt ihr den heiligen Geist empfangen? Warnatz & Lehmann, Dresden, 1875.
- Sein und Werden. Schlößmann, Gotha, 1881.
- Gottesgedanken : nicht populär, sondern einfach. Deichert, Erlangen, 1884.
- Die gesicherten Ergebnisse der Bibelkritik und das von uns verkündete Gotteswort. Schlößmann, Gotha, 1889.
- Die Gemeinde Jesu Christi im Anbruch einer großen Zukunft. Deichert, Erlangen und Leipzig, 1892.
- Festpredigt bei der 75. Jahresfeier des Sächsischen Hauptmissionsvereins am 5. September 1894 in der Frauenkirche zu Dresden ; [Offenb. Joh. 21, 5]. Schlößmann, Gotha, 1894 (Digitalisat)
- Die an den Geistlichen zu übende Seelsorge. Deichert, Leipzig, 1902

Ferner verfasste er mehrere Aufsätze und Rezensionen in der Theologischen Literaturzeitung und dem Theologischen Literaturblatt.